# Karl Pearson
Karl Pearson (Londres, 27 de março de 1857 — 27 de abril de 1936) foi um grande contribuidor para o desenvolvimento da estatística como uma disciplina científica séria e independente. Foi o fundador do Departamento de Estatística Aplicada na University College London em 1911; foi o primeiro departamento universitário dedicado à estatística em todo o mundo.

## Contribuições para a estatística
O trabalho de Pearson foi muito abrangente na ampla aplicação e desenvolvimento da estatística matemática, e abrangeu os domínios da biologia, epidemiologia, antropometria, medicina e história social. Em 1901, junto com Weldon e Francis Galton fundou a revista Biometrika cujo objeto era o desenvolvimento da teoria estatística. Ele editou esta revista até a sua morte. Ele também fundou a revista Annals of Eugenics (agora Annals of Human Genetics), em 1925.
O pensamento de Pearson fundamentou muitos dos métodos estatísticos "clássicos" que são de uso comum atualmente. Algumas de suas principais contribuições são: 
- Regressão linear e correlação - Pearson foi fundamental no desenvolvimento desta teoria. Um de seus clássicos conjuntos de dados (inicialmente recolhidos por Galton) envolve a regressão da altura dos filhos em relação à de seus pais. Pearson construiu um modelo de 3-dimensional com este conjunto de dados para ilustrar as ideias. O coeficiente de correlação produto-momento de Pearson é nomeado assim como homenagem a ele, foi a primeira medida de força de associação a ser introduzido em estatística.
- Classificação das distribuições - O trabalho de Pearson sobre classificação das distribuições probabilidade constitui a base para um ampla para a teoria moderna estatística, em particular, a família exponencial de distribuições é fundamental para a teoria do modelo linear generalizado.
- Teste Chi-quadrado de Pearson - Um tipo particular de teste qui-quadrado, um teste de significância estatística.
- Coeficiente de correlação e dois coeficientes de assimetria.[1]

## Obras
- Pearson, Karl (1880). The New Werther. C, Kegan Paul & Co.
- Pearson, Karl (1882). The Trinity: A Nineteenth Century Passion-play. Cambridge: E. Johnson.
- Pearson, Karl (1887). Die Fronica. Strassburg: K.J. Trübner
- Pearson, Karl (1887). The Moral Basis of Socialism. William Reeves, London.
- Pearson, Karl (1888). The Ethic of Freethought. London: T. Fisher Unwin. Rep. University Press of the Pacific, 2002.
- Pearson, Karl (1892). The Grammar of Science. London: Walter Scott. Dover Publications, 2004 ISBN 0-486-49581-7
- Pearson, Karl (1892). The New University for London: A Guide to its History and a Criticism of its Defects. London: T. Fisher Unwin.
- Pearson, K. (1896), "Mathematical Contributions to the Theory of Evolution. III. Regression, Heredity and Panmixia," Philosophical Transactions of the Royal Society of London, 187, 253–318.
- Pearson, Karl (1897). The Chances of Death and Other Studies in Evolution, 2 Vol. London: Edward Arnold.
- Pearson, Karl (1904). On the Theory of Contingency and its Relation to Association and Normal Correlation. London: Dulau & Co.
- Pearson, Karl (1905). On the General Theory of Skew Correlation and Non-linear Regression. London: Dulau & Co.
- Pearson, Karl (1906). A Mathematical Theory of Random Migration. London: Dulau & Co.
- Pearson, Karl (1907). Studies in National Deterioration. London: Dulau & Co.
- Pearson, Karl, & Pollard, A.F. Campbell (1907). An Experimental Study of the Stresses in Masonry Dams. London: Dulau & Co.
- Pearson, Karl (1907). A First Study of the Statistics of Pulmonary Tuberculosis. London: Dulau & Co.
- Pearson, Karl, & Barrington, Amy (1909). A First Study of the Inheritance of Vision and of the Relative Influence of Heredity and Environment on Sight. London: Dulau & Co.
- Pearson, Karl; Reynolds, W. D., & Stanton, W. F. (1909). On a Practical Theory of Elliptical and Pseudo-elliptical Arches, with Special Reference to the Ideal Masonry Arch.
- Pearson, Karl (1909). The Groundwork of Eugenics. London: Dulau & Co.
- Pearson, Karl (1909). The Scope and Importance to the State of the Science of National Eugenics. London: Dalau & Co.
- Pearson, Karl, & Barrington, Amy (1910). A Preliminary Study of Extreme Alcoholism in Adults. London: Dulau & Co.
- Pearson, Karl, & Elderton, Ethel M. (1910). A First Study of the Influence of Parental Alcoholism on the Physique and Ability of the Offspring. London: Dulau & Co.
- Pearson, Karl (1910). The Influence of Parental Alcoholism on the Physique and Ability of the Offspring: A Reply to the Cambridge Economists. London: Dulau & Co.
- Pearson, Karl, & Elderton, Ethel M. (1910). A Second Study of the Influence of Parental Alcoholism on the Physique and Ability of the Offspring. London: Dulau & Co.
- Pearson, Karl (1911). An Attempt to Correct some of the Misstatements Made by Sir Victor Horsley and Mary D. Sturge, M.D. in the Criticisms of the Galton Laboratory Memoir: A First Study of the Influence of Parental Alcoholism, &c. London: Dulau & Co.
- Pearson, Karl; Nettleship, Edward, & Usher, Charles (1911–1913). A Monograph on Albinism in Man, 2 Vol. London: Dulau & Co., Ltd.
- Pearson, Karl (1912). The Problem of Practical Eugenics. London: Dulau & Co.
- Pearson, Karl (1912). Tuberculosis, Heredity and Environment. London: Dulau & Co.
- Pearson, Karl (1913). On the Correlation of Fertility with Social Value: A Cooperative Study. London: Dulau & Co.
- Pearson, Karl, & Jaederholm, Gustav A. (1914). Mendelism and the Problem of Mental Defect, II: On the Continuity of Mental Defect. London: Dulau & Co.
- Pearson, Karl; Williams, M.H., & Bell, Julia (1914). A Statistical Study of Oral Temperatures in School Children. London: Dulau & Co.
- Pearson, Karl (1914-24-30). The Life, Letters and Labours of Francis Galton, 3 Vol. Cambridge University Press, Cambridge.
- Pearson, Karl (1915). Some Recent Misinterpretations of the Problem of Nurture and Nature. Cambridge University Press.
- Pearson, Karl; Young, A.W., & Elderton, Ethel (1918). On the Torsion Resulting from Flexure in Prisms with Cross-sections of Uni-axial Symmetry Only. Cambridge University Press.
- Pearson, Karl, & Bell, Julia (1919). A Study of the Long Bones of the English Skeleton. Cambridge: Cambridge University Press.
- Pearson, Karl (1920). The Science of Man: its Needs and its Prospects. Cambridge University Press.
- Pearson, Karl, & Karn, Mary Noel (1922). Study of the Data Provided by a Baby-clinic in a Large Manufacturing Town. Cambridge University Press.
- Pearson, Karl (1922). Francis Galton, 1822–1922: A Centenary Appreciation. Cambridge University Press.
- Pearson, Karl (1923). On the Relationship of Health to the Psychical and Physical Characters in School Children. Cambridge University Press.
- Pearson, Karl (1926). On the Skull and Portraits of George Buchanan. Edinburgh, London: Oliver & Boyd.

Artigos
- Pearson, Karl (1883). "Maimonides and Spinoza," Mind, Vol. 8, pp. 338–353
- Pearson, Karl (1885). "On a Certain Atomic Hypothesis," Transactions of the Cambridge Philosophical Society, Vol. 14, 71–120.
- Pearson, Karl (1890). "On Wöhler's Experiments on Alternating Stress," The Messenger of Mathematics, Vol. XX, pp. 21–37.
- Pearson, Karl (1891). "Ether Squirts," American Journal of Mathematics, Vol. 13, No. 4, 309–72.
- Pearson, Karl (1897). "On Telegony in Man," Proceedings of the Royal Society of London, Vol. LX, pp. 273–283.
- Pearson, Karl (1897). "On a Form of Spurious Correlation which May Arise when Indices are Used in the Measurement of Organs," Proceedings of the Royal Society of London, Vol. LX, pp. 489–502.
- Pearson, Karl (1899). "On the Reconstruction of the Stature of Prehistoric Races," Philosophical Transactions of the Royal Society of London, Vol. 192, pp. 169–243.
- Pearson, Karl; Lee, Alice, & Bramley-Moore, Leslie (1899). "Genetic (Reproductive) Selection," Philosophical Transactions of the Royal Society of London, Vol. 192, pp. 257–330.
- Pearson, Karl, & Whiteley, M.A. (1899). "Data for the Problem of Evolution in Man, I: A First Study of the Variability and Correlation of the Hand," Proceedings of the Royal Society of London, Vol. LXV, pp. 126–151.
- Pearson, Karl, & Beeton, Mary (1899). "Data for the Problem of Evolution in Man, II: A First Study on the Inheritance of Longevity and the Selective Death-rate in Man," Proceedings of the Royal Society of London, Vol. LXV, pp. 290–305.
- Pearson, Karl (1900). "On the Law of Reversion," Proceedings of the Royal Society of London, Vol. LXVI, pp. 140–164.
- Pearson, Karl; Beeton, M., & Yule, G.U. (1900). "On the Correlation Between Duration of Life and the Number of Offspring," Proceedings of the Royal Society of London, Vol. LXVII, pp. 159–179.
- Pearson, Karl (1900). "On the Criterion that a Given System of Deviations from the Probable in the Case of a Correlated System of Variables is Such that it can be Reasonably Supposed to Have Arisen from Random Sampling," Philosophical Magazine, 5th Series, Vol. L, pp. 157–175.
- Pearson, Karl (1901). "On Lines and Planes of Closest Fit to Systems of Points in Space," Philosophical Magazine, 6th Series, Vol. II, pp. 559–572.
- Pearson, Karl (1902–1903). "The Law of Ancestral Heredity," Biometrika, Vol. II, pp. 221–229.
- Pearson, Karl (1903). "On a General Theory of the Method of False Position", Philosophical Magazine, 6th Series, Vol. 5, pp. 658–668.
- Pearson, Karl (1907). "On the Influence of Past Experience on Future Expectation," Philosophical Magazine, 6th Series, Vol. XIII, pp. 365–378.
- Pearson, Karl, & Gibson, Winifred (1907). "Further Considerations on the Correlations of Stellar Characters," Monthly Notices of the Royal Astronomical Society, Vol. LXVIII, pp. 415–448.
- Pearson, Karl (1910). "A Myth About Edward the Confessor," The English Historical Review, Vol. 25, pp. 517–520.
- Pearson, Karl (1920). "The Problems of Anthropology," The Scientific Monthly, Vol. 11, No. 5, 451–458.
- Pearson, Karl (1930). "On a New Theory of Progressive Evolution," Annals of Eugenics, Vol. IV, Nos. 1–2, pp. 1–40.
- Pearson, Karl (1931). "On the Inheritance of Mental Disease," Annals of Eugenics, Vol. IV, Nos. 3–4, pp. 362–380.

Miscelâneas
- Pearson, Karl (1934). Tables of the Incomplete Beta-function. Cambridge University Press. 2nd ed., 1968 (editor).